# Élections sénatoriales de 2020 au Minnesota
Les élections sénatoriales de 2020 au Minnesota ont lieu le 3 novembre 2020 afin d'élire les 67 membres du Sénat de l'État américain du Minnesota.

## Système électoral
Le Sénat du Minnesota est la chambre haute de son parlement bicaméral. Il est composé de 67 sièges pourvus au scrutin uninominal majoritaire à un tour dans autant de circonscriptions que de sièges à pourvoir, selon un calendrier particulier appelé système de mandat 2-4-4. Les sénateurs sont intégralement renouvelés, mais alternent un mandat de deux ans, suivis de deux de quatre ans. Le premier mandat de chaque décennie étant toujours celui de deux ans, les sénateurs élus en 2020 le sont ainsi pour cette durée.

## Résultats
| Parti                    | Parti                    | Voix      | %     | +/- | Sièges | +/-           |
| ------------------------ | ------------------------ | --------- | ----- | --- | ------ | ------------- |
|                          | Parti démocrate (D)      |           | 49,82 |     | 33     | 1             |
|                          | Parti républicain (R)    |           | 48,39 |     | 34     | 1             |
|                          | Autres partis            |           |       |     | 0      | en stagnation |
|                          |                          |           |       |     |        |               |
| Votes valides            | Votes valides            | 3 166 590 |       |     |        |               |
| Votes blancs et nuls     |                          |           |       |     |        |               |
| Total                    | Total                    | 3 293 780 | 100   | -   | 67     | en stagnation |
| Abstentions              |                          |           |       |     |        |               |
| Inscrits / participation | Inscrits / participation | 4 118 462 | 79,98 |     |        |               |